# 内笼头菌属
内笼头菌属（学名：Endoclathrus）是鬼笔科下的一个属。

## 下属物种
本属包括以下物种：
- 攀枝花内笼头菌 Endoclathrus panzhihuaensis B.Liu, Yin H.Liu & Z.J.Gu